# Thyroid Transcription Factor -1
 (janvier 2022).
Si vous disposez d'ouvrages ou d'articles de référence ou si vous connaissez des sites web de qualité traitant du thème abordé ici, merci de compléter l'article en donnant les références utiles à sa vérifiabilité et en les liant à la section « Notes et références ».
Thyroid transcription factor-1 (TTF-1) est une protéine qui régule la transcription de gènes spécifiques à la thyroïde, au poumon et au diencéphale. Elle est aussi connue comme thyroid specific enhancer binding protein. Son gène est le NKX2-1 situé sur le chromosome 14 humain.
On s'en sert en anatomo-pathologie comme marqueur pour déterminer si une tumeur provient des poumons ou de la thyroïde.
Les cellules TTF-1 positives se trouvent dans les pneumocytes de type II et dans les cellules de Clara dans le poumon. 
Dans la thyroïde, les cellules folliculaires et para folliculaires sont positives.
Pour les cancers du poumon, les adénocarcinomes sont habituellement positifs, alors que les carcinomes à cellules squameuses et à grandes cellules le sont rarement. Les carcinomes à petites cellules (de n'importe quel site primaire) sont habituellement positifs.